# Miljevići (gmina Gradiška)
Miljevići (cyr. Миљевићи) – wieś w Bośni i Hercegowinie, w Republice Serbskiej, w gminie Gradiška. W 2013 roku liczyła 188 mieszkańców.